# CBBC Channel
A CBBC a BBC gyermekeknek szóló adója. Célközönsége a 6 és 12 év közötti gyerekek. Csatornaként 2002. február 11-én indult. Jelenleg a BBC Three-vel egy sávon fut. Az adót 2008-ban jelölték BAFTA-díjra az év gyereknek szóló adója kategóriában.

## Története
A CBBC blokként 1985. november 15-én indult a BBC One csatornán. Később 2002-ben csatornaként indult el. A csatornának kezdetben a BBC Knowledge-dzsel kellett osztoznia a sávszélességén az ITV Digital platformon, majd a BBC Choice-szal osztozott a Freeview rendszerben.

## Sorozatok
A következő felsorolás csak példákat sorol fel.
Jelenlegi:
- Horrible Histories (történelmet parodizáló sorozat gyerekeknek) (2009-)
- Sadie J (2011-2013)
- Sorry I've Got No Head
- Sarah Jane kalandjai (a Ki vagy Doki? spin-offja) (2007-2011)
- Tracy Beaker (Jacqueline Wilson azonos című könyve alapján)
- Young Dracula (2006-2008, 2011-)
- Chucklevision (1987-)
- Basil Brush (bábfigura)
- Newsround (a BBC gyerekhíradója)  (1972-)
- Blue Peter (egy hosszú életű gyerekmagazin) (1958-)
- Kémsuli (2007-2011, 2013-)
- Wizards vs Aliens (a Sarah Jane kalandjai pótlása) (2012-)

Korábbi:
- Freefonix - A zenebetyárok (2008)
- The Demon Headmaster (1996-1998)
- The Basil Brush Show (2002-2007)
- Patrick, a postás (most a CBeebies-en) (1981-)
- Brum (1991-2002)
- Jeopardy (2002-2004)

## Legnézettebb műsorai
A BARB adatai alapján.
| #  | Sorozat              | Epizód címe                         | Nézettség | Dátum              |
| -- | -------------------- | ----------------------------------- | --------- | ------------------ |
| 1  | Sarah Jane kalandjai | "The Empty Planet (Part 1)"         | 993 000   | 2010. november 1.  |
| 2  | Sarah Jane kalandjai | "Lost In Time (1. rész)"            | 984 000   | 2010. november 8.  |
| 3  | Sarah Jane kalandjai | "Death of the Doctor (2. rész)"     | 960 000   | 2010. október 26.  |
| 4  | Sarah Jane kalandjai | "Death of the Doctor (1. rész)"     | 920 000   | 2010. október 25   |
| 5  | Tracy Beaker Returns | "Shadows"                           | 874 000   | 2012. január 13.   |
| 6  | Tracy Beaker Returns | "Big Brother"                       | 856 000   | 2012. január 20.   |
| 7  | Tracy Beaker Returns | "Slow Burn"                         | 856 000   | 2012. január 6.    |
| 8  | My Sarah Jane        | A Tribute to Elisabeth Sladen       | 830 000   | 2011. április 23.  |
| 9  | Tracy Beaker Returns | Full Circle                         | 828 000   | 2010. január 8.    |
| 10 | Sarah Jane kalandjai | Goodbye, Sarah Jane Smith (2. rész) | 824 000   | 2010. november 16. |
| 11 | Dani's House         | "The Birthday Trap"                 | 825 000   | 2012. július 19.   |

## Fordítás
Ez a szócikk részben vagy egészben  a   CBBC (TV channel) című angol Wikipédia-szócikk fordításán alapul.  Az eredeti cikk szerkesztőit annak laptörténete sorolja fel. Ez a jelzés csupán a megfogalmazás eredetét és a szerzői jogokat jelzi, nem szolgál a cikkben szereplő információk forrásmegjelöléseként.